# Cúm lợn
Cúm lợn hay cúm heo là bệnh do vi rút cúm typ A thuộc họ Orthomyxoviridae gây ra ở lợn. Đây là một loại bệnh nguy hiểm, đặc biệt đối với lợn từ 1 - 5 tuần tuổi. Bệnh lây lan nhanh, làm cả đàn bị bệnh trong cùng một thời điểm. Nếu lợn mắc bệnh bội nhiễm các bệnh kế phát khác, tỷ lệ chết có thể lên tới 100%.
Các đợt dịch thường xảy ra ở các đàn heo, nơi bệnh gây tỷ lệ ốm cao song hiếm khi làm chết heo. Chủng virus gây bệnh có thể biến thể thành dạng có khả năng gây lây từ người sang người. Những người tiếp xúc với gia cầm, gia súc có nguy cơ nhiễm virus từ động vật mang loại biến thể này, chúng là nguyên nhân gây ra sự bùng phát dịch cúm heo năm 2009. Khi đó, chủng virus phát hiện thuộc loại virus cúm C hoặc virus cúm A.
Cúm heo có xu hướng lây lan vào mùa thu và mùa đông song có thể lưu truyền quanh năm. Có nhiều loại cúm heo khác nhau. Giống như cúm người, cúm heo không ngừng biến đổi. Theo Trung tâm Kiểm soát và Phòng ngừa bệnh (CDC), triệu chứng nhiễm cúm heo ở người nhìn chung giống như các triệu chứng của bệnh cúm và các bệnh giống như cúm. Các triệu chứng bao gồm sốt cao, ho, đau họng, đau mình, đau đầu, ớn lạnh và mệt mỏi. Một số bệnh nhân còn có triệu chứng khác lạ như tiêu chảy và ói mửa.

Các loại phụ cúm A H1N1, H1N2, H3N1, H3N2, và H2N3. là các biến thể virus được phát hiện gây ra cúm.

## Lịch sử bệnh cúm lợn
Trên thế giới, bệnh cúm lợn được phát hiện lần đầu ở vùng miền Bắc nước Mỹ vào năm 1918 và từ đó lây lan sang các nước Bắc Mỹ và thế giới. Cũng trong năm đó, bệnh đã lây sang người và phát triển thành đại dịch cúm ở một số quốc gia làm hàng chục triệu người chết.
Trong giai đoạn 1978-1984 dịch đã xảy ra trên quy mô lớn ở Anh, Tiệp Khắc, Ba Lan, Kenya, Liên Xô cũ, Canada, Hồng Kông và Iran. Từ năm 1985 đến nay, dịch xuất hiện tại Bỉ, Pháp, Đức, Hà Lan, Thụy Sĩ và Đan Mạch. Ở Việt Nam bệnh cúm lợn được phát hiện lần đầu vào năm 1984. Cho đến nay, bệnh đã xuất hiện ở hầu hết các nước trên thế giới.

## Một số đặc điểm của vi rút cúm
Cúm lợn do vi rút cúm A thuộc họ Orthomyxoviridae, có vỏ bọc glycoprotein với chuỗi gen ARN gây ra. Vi rút cúm týp A ở lợn có thể chia thành nhiều týp phụ khác. Các týp phụ thường được phát hiện phổ biến ở lợn gồm týp phụ H1N1, H1N2 và H3N2 hay H1N7, H3N1, H4N6, H3N3, H9N2.
Các chủng virus cúm gia cầm phân lập được từ lợn bệnh là H1N2, H3N2, H1N1 và H3N1. Hầu hết các vi rút cúm phân lập được từ lợn trong thời gian gần đây là vi rút cúm H1N1, cũng chính là chủng vi rút cúm gây bệnh phổ biến trên người hiện nay.
Virus cúm có thể gây bệnh cho người, cho các loài gia súc (bao gồm cả lợn), gia cầm, chim hoang dã. Virus cúm có 2 kháng nguyên bề mặt là H và N luôn thay đổi. Đến nay, đã phân lập được nhiều chủng virus thuộc tup A có 9 kháng nguyên N xếp từ N1, N2 đến N9 và 16 kháng nguyên H từ H1, H2 đến H16. Từ 9N và 16H có thể tạo ra 144 virus cúm có thể gây ra 256 dạng cúm cho người và động vật.
Trong tự nhiên, virus cúm tồn tại từ 3 đến 30 ngày vẫn giữ nguyên độc lực gây bệnh; bị diệt dưới ánh sáng mặt trời và nhiệt độ trên 65 độ C trong 30 phút. 
Vi rút cúm lợn H1N1 đã lưu hành trên lợn từ những năm 1930, H3N2 xuất hiện ở các đàn lợn của Mỹ vào năm 1998. Vi rút cúm H3N1 ban đầu xuất hiện ở lợn là có nguồn gốc từ con người. Vi rút cúm lợn H3N2 hiện nay có mối quan hệ chặt chẽ với vi rút cúm H3N2 ở người.
Biến chủng mới vi rút cúm A/H1N1 đang gây bệnh trên người ở Mexico, Mỹ, Canada, New Zealand, Tây Ban Nha… nhưng lại có các gen di truyền được kết hợp từ 4 nguồn, gồm: vi rút cúm lợn Bắc Mỹ, vi rút cúm gia cầm Bắc Mỹ, vi rút cúm người và vi rút cúm thông thường. 
Các loại vi rút cúm lợn vượt qua khỏi biên giới quốc gia và kết hợp với vi rút bản địa, tạo thành những chủng vi rút mới. 
Virus cúm gia cầm khi vào lợn có thể gây đột biến gen, tạo các chủng virus cúm có độ lực cao. Lợn có thể bị nhiễm cả chủng vi rút cúm gia cầm, chủng vi rút cúm người, vi rút cúm lợn. Khi lợn nhiễm phải, các vi rút có nguồn gốc từ các nguồn khác nhau có thể trao đổi gen, để hình thành các vi rút mới có chứa các gen của cả vi rút cúm gia cầm, cúm người và cúm lợn; các vi rút cúm mới này có khả năng gây bệnh khác nhau, thường dẫn đến các bệnh cúm nguy hiểm hơn. 

## Đặc điểm dịch tễ
Bệnh cúm lợn có thể lây sang gia cầm, người và ngược lại. Năm 1918, toàn thế giới có 20 triệu người chết do vi rút cúm A/H1N1. Giai đoạn 1959 đến 1983 vi rút cúm lợn đã khiến khoảng 24 triệu người tử vong ở nhiều quốc gia. Từ tháng 4 năm 2009 đến tháng 5 năm 2013, có hơn 140 nước và vùng lãnh thổ xuất hiện cúm lợn làm trên 295.000 người mắc bệnh, hàng nghìn người chết. Tổ chức Y tế thế giới (WHO) đã nâng mức báo động đỏ lên cấp 6 - cấp cao nhất.
Ở Việt Nam, năm 2013 ghi nhận 400.000 ca nhiễm cúm; trong đó cúm A (H1N1) chiếm đến 57% với 6 ca tử vong. Bệnh cúm trên đàn lợn xảy ra ở 10 tỉnh, thành phố với trên 1.000 con lợn nhiễm bệnh.
Đến năm 2016, cúm lợn bùng phát tại Ukraina khiến 63 người thiệt mang.
Bệnh cúm lợn lây lan qua đường hô hấp là chính. Bệnh xảy ra quanh năm nhưng chủ yếu là vào thời gian chuyển mùa thời tiết ấm sang lạnh. Vi rút cúm lợn tồn tại ở các đàn lợn trong suốt cả năm, kể cả lợn khỏe. Tỷ lệ mắc bệnh cao, có thể đến 100% tổng đàn lợn; tỷ lệ chết cao khi lợn mắc bội nhiễm các bệnh truyền nhiễm khác.

## Biểu hiện lâm sàng
Thời gian ủ bệnh kéo dài từ 10 - 17 ngày. Lợn bệnh sốt, bỏ ăn, ho, chảy nhiều nước mũi, thở khó, viêm phổi, tổn thương niêm mạc phế quản, dịch nhầy trong phế quản, hạch lympho sưng…, lợn con nằm co cụm một chỗ, da mần đỏ.
Ở thể cấp tính, bệnh đột ngột bùng phát và lây lan nhanh ra toàn đàn, sốt cao 41,5 – 420C. Lợn bệnh nằm tụm theo đống, đi loạng choạng, run rẩy rồi nằm bệt, thở khó và thở nhanh (thở thể bụng, ngồi thở dáng chó ngồi), ăn kém hoặc bỏ ăn, chảy nước mắt, nước mũi, xuất hiện mảng phát ban đỏ ở tai chân, mõm và ở phần da mềm như bụng, bẹn…
Lợn từ 1 - 5 tuần tuổi chết rất nhanh và tỷ lệ chết cao. Lợn trên 5 tuần tuổi có tỷ lệ chết ít, khoảng 4-5%. Lợn bị chết chủ yếu do viêm phế quản - phổi nặng và nếu bệnh ghép với các vi khuẩn gây bệnh đường hô hấp khác như: Mycoplasma, liên cầu khuẩn (Streptococcus), tụ huyết trùng (Pasteurella)… thì tỷ lệ chết rất cao hơn, có thể lên đến 100%.
Lợn nái mang thai khi nhiễm virus cúm sẽ bị bệnh nặng hơn lợn thịt và thường bị sảy thai sau 3-5 ngày kể từ khi có triệu chứng bệnh hoặc sinh ra con yếu ớt, khó nuôi và chết dần.

## Bệnh tích
Lợn từ 1-5 tuần tuổi, phế quản và phổi có nhiều dịch nhầy thẩm xuất và bọt. Niêm mạc phế quản có đám tụ huyết đỏ; phổi, chùm hạch phổi, hạch phế quản sưng phù nề. Các thùy phổi, trong tiểu phế quản có nhiều dịch lẫn với các đám sợi huyết chảy ra làm tắc nghẽn lưu thông không không khí gây khó thở. Trường hợp bệnh nặng, các tiểu thùy phổi tụ huyết màu xám đỏ, sưng phù thũng chiếm 30-50% thể tích của phổi. Niêm mạc mũi sưng phù nề, tụ huyết và chảy dịch nhầy.